# هربشتادت
هربشتادت (به آلمانی: Herbstadt) یک شهر در آلمان است که در رن-گرابفلد واقع شده‌است. هربشتادت ۶۶۲ نفر جمعیت دارد.